# Epigynopteryx triseriata
Epigynopteryx triseriata är en fjärilsart som beskrevs av Max Joseph Bastelberger 1907. Epigynopteryx triseriata ingår i släktet Epigynopteryx och familjen mätare. Inga underarter finns listade i Catalogue of Life.